# Бондено (Ферара)
Бондено (итал. Bondeno) је насеље у Италији у округу Ферара, региону Емилија-Ромања.
Према процени из 2011. у насељу је живело 7519 становника. Насеље се налази на надморској висини од 11 м.

## Становништво
| 1931.  | 1936.  | 1951.  | 1961.  | 1971.  | 1981.  | 1991.  | 2001.  | 2011.  |
| ------ | ------ | ------ | ------ | ------ | ------ | ------ | ------ | ------ |
| 26.395 | 27.192 | 28.016 | 22.325 | 19.111 | 18.284 | 16.945 | 15.741 | 15.116 |